# De Barcelona al Parnàs
De Barcelona al Parnàs és una sarsuela revista (còmica, lírica, dramàtica, satírica, fantàstica) en dos quadres i en vers, llibret original d'Eduard Vidal i Valenciano, amb música de Josep Ribera, estrenada al Teatre Tívoli de Barcelona, la nit del 27 de juny de 1872. Eduard Vidal era el director artístic de la companyia que la va estrenar.
L'escena té lloc al Parnàs.